# Эквъатап
Эквъатап (Эквыватап, Эквиатап) — река на севере Дальнего Востока России, протекает по территории Иультинского района Чукотского автономного округа. Длина реки — 41 км.
Берёт истоки в болоте у северного подножия горы Йыльмыней, протекает в северном направлении в распадке, впадает в Амгуэму справа на расстоянии 98 км от её устья. Имеет несколько безымянных притоков.
Минерализация воды — 13,7 мг/л, pH — 6,8.

## Данные водного реестра
По данным государственного водного реестра России относится к Анадыро-Колымскому бассейновому округу.